# 第三次泉州戰鬥
泉州戰鬥發生於1926年11月21日－25日，地點則是在中國閩南一帶，是國民革命軍北伐的戰鬥之一。泉州戰鬥的交戰雙方，一方為國民革命軍，另一方為北洋政府所轄軍隊，值得一提的是，該戰鬥勝利者北伐軍為攻下漳州後的第二重大勝利，控制閩南一帶。

## 參见
- 中華民國北洋政府時期內戰戰鬥列表